# Рокфелер Фондација
Рокфелер Фондација је америчка приватна фондација са седиштем на 420 Пета авенија, Њујорк, Њујорк, Сједињене Америчке Државе. Основала је америчка породица Рокфелер у Њујорку 14. маја 1913. године. Фондација браће Рокфелер годишње издваја око 28 милиона долара за донације намењене цивилном друштву. Њихово деловање је генерално усмерено на западни Балкан и јужну Кину. Кроз давање донација и грантова, пласирају своје финансијске подршке кроз призму промоције борбе за демократију, људска и грађанска права, иако је њихов ангажман примарно политички кроз форму "куповине доброг гласа".